# Викторовка (Черниговский район)
Ви́кторовка (укр. Ві́кторівка) — село Черниговского района Черниговской области Украины. Население 112 человек.
Код КОАТУУ: 7425588302. Почтовый индекс: 15564. Телефонный код: +380 462.

## Власть
До 2016 года орган местного самоуправления — Слободский сельский совет. Почтовый адрес: 15564, Черниговская обл., Черниговский р-н, с. Слобода, ул. Дружбы, 76.
С 2016 года входит в состав Ивановской сельской общины.